# Projekt 865 Piranja
Projekt 865 Piranja (NATO-rapporteringsnamn Losos-klass) var en klass av miniubåtar tillverkade i Sovjetunionen på 1980-talet.

## Historia
Redan 1976 gav dåvarande chefen för Sovjetunionens flotta, Sergej Gorsjkov, designbyrån Malachit i Leningrad i uppdrag att konstruera en miniubåt som kunde genomföra spanings- och sabotageuppdrag i grunda vatten. På grund av brist på erfarenhet av miniubåtar tog konstruktionsarbetet lång tid, men 1984 började den första miniubåten byggas.
Totalt två miniubåtar hann byggas och tas i tjänst innan Sovjetunionens fall satte stopp för vidare produktion. I mars 1999 bogserades bägge miniubåtarna till Kronstadt för skrotning.
1993 publicerade Malachit ritningar på en förbättrad Piranja-ubåt för export. Bland annat Abu Dhabi var intresserade, men hittills har inga miniubåtar exporterats.

## Konstruktion
Skrovet var gjort av titanlegering och konstruerat för dykdjup på 200 meter. De två torpedtuberna var placerade utanför tryckskrovet på var sin sida om tornet, vilket gav ubåten dess karaktäristiska ”knubbiga” utseende. Ytterligare två torpeder kunde bäras i förvaringsutrymmet mellan tuberna bakom tornet, men det normala var att detta utrymme används för dykarfarkosterna Proton eller Sirena i stället för torpeder.
Ubåten är indelad i två vattentäta avdelningar, kontrollrum och maskinrum. I förliga änden av kontrollrummet finns en luftsluss genom vilken dykarna kan lämna ubåten i undervattensläge.

## Fartyg
| MS-520 | MS-521 |
| --- | --- |
| Påbörjad: 15 juli 1984 Sjösatt: 20 augusti 1986 Tagen i tjänst: 30 december 1988 Skrotad: 1999 i Kronstadt | Påbörjad: 1 december 1987 Sjösatt: 31 maj 1990 Tagen i tjänst: 25 december 1990 Skrotad: 1999 i Kronstadt |

Båda båtarna tillhörde 22:a ubåtsbrigaden i Liepaja. Ytterligare en ubåt, MS-518, påbörjades 1988, men färdigställdes aldrig utan skrotades i januari 1991.